# Wereldkampioenschappen schermen 1962
De 17de wereldkampioenschappen schermen werden gehouden in Buenos Aires, Argentinië in 1962. De organisatie lag in de handen van de FIE.

## Medailles

### Mannen
| Onderdeel   | Goud                                                                                           | Goud        | Zilver                                                                                   | Zilver    | Brons | Brons          |
| ----------- | ---------------------------------------------------------------------------------------------- | ----------- | ---------------------------------------------------------------------------------------- | --------- | --- | -------------- |
| Degen       |                                                                                                |             |                                                                                          |           | |                |
| Individueel | István Kausz                                                                                   | Hongarije   | Tamás Gabor                                                                              | Hongarije | Yves Dreyfus | Frankrijk      |
| Ploegen     | Jacques Guittet Claude Bourquard Gérard Lefranc Yves Dreyfus                                   | Frankrijk   | Göran Abrahamson Ivar Genesjö Hans Lagerwall Orvar Lindwall John Sandwall                | Zweden    | Arnold Tsjernoesjevitsj Valentin Tsjernikov Bruno Khabarov Dmitriy Liouline Akeksej Nikantsjikov Aleksandr Pavlovsky | Sovjet-Unie    |
| Floret      |                                                                                                |             |                                                                                          |           | |                |
| Individueel | German Svesjnikov                                                                              | Sovjet-Unie | Witold Woyda                                                                             | Polen     | Jürgen Brecht | West-Duitsland |
| Ploegen     | Mark Midler Joerij Ossipov Joeri Sissikin Viktor Zjdanovitsj German Svesjnikov Jevgeni Rjoemin | Sovjet-Unie | József Gyuricza Jenő Kamuti László Kamuti Kazmer Pacsery József Sákovics Sándor Szabó    | Hongarije | Pologne Witold Woyda Egon Franke Ryszard Parulski Janusz Różycki Henryk Nielaba Zbigniew Skrudlik                    | Polen          |
| Sabel       |                                                                                                |             |                                                                                          |           | |                |
| Individueel | Zoltán Horváth                                                                                 | Hongarije   | Jerzy Pawłowski                                                                          | Polen     | Claude Arabo | Frankrijk      |
| Ploegen     | Jerzy Pawłowski Wojciech Zabłocki Andrzej Piątkowski Emil Ochyra Egon Franke                   | Polen       | Péter Bakonyi Zoltán Horváth Miklós Meszéna Tibor Pézsa Tamás Mendelényi József Gyuricza | Hongarije | Mark Rakita Jakov Rylski Lev Koeznetsov Noegzar Asatiani Oemjar Mavlichanov Valeriy Tchitnyi                         | Sovjet-Unie    |

## Medaillespiegel
| Plaats | Land           | Goud | Zilver | Brons | Totaal |
| 1      | Hongarije      | 3    | 3      | 1     | 7      |
| 2      | Sovjet-Unie    | 2    | 2      | 2     | 6      |
| 3      | Polen          | 1    | 2      | 1     | 4      |
| 4      | Frankrijk      | 1    | 0      | 2     | 3      |
| 5      | Roemenië       | 1    | 0      | 0     | 1      |
| 6      | Zweden         | 0    | 1      | 0     | 1      |
| 7      | Italië         | 0    | 0      | 1     | 1      |
| 7      | West-Duitsland | 0    | 0      | 1     | 1      |
| Totaal | Totaal         | 8    | 8      | 8     | 24     |

1937 · 1938 · 1947 · 1948 · 1949 · 1950 · 1951 · 1952 · 1953 · 1954 · 1955 · 1956 · 1957 · 1958 · 1959 · 1961 · 1962 · 1963 · 1965 · 1966 · 1967 · 1969 · 1970 · 1971 · 1973 · 1974 · 1975 · 1977 · 1978 · 1979 · 1981 · 1982 · 1983 · 1985 · 1986 · 1987 · 1988 · 1989 · 1990 · 1991 · 1992 · 1993 · 1994 · 1995 · 1997 · 1998 · 1999 · 2000 · 2001 · 2002 · 2003 · 2004 · 2005 · 2006 · 2007 · 2008 · 2009 · 2010 · 2011 · 2012 · 2013 · 2014 · 2015 · 2016 · 2017 · 2018 · 2019 · 2022 · 2023